# Kanton Villé
Kanton Villé (fr. Canton de Villé) byl francouzský kanton v departementu Bas-Rhin v regionu Alsasko. Tvořilo ho 18 obcí. Zrušen byl po reformě kantonů 2014.

## Obce kantonu
- Albé
- Bassemberg
- Breitenau
- Breitenbach
- Dieffenbach-au-Val
- Fouchy
- Lalaye
- Maisonsgoutte
- Neubois
- Neuve-Église
- Saint-Martin
- Saint-Maurice
- Saint-Pierre-Bois
- Steige
- Thanvillé
- Triembach-au-Val
- Urbeis
- Villé